# Oxyaenodonta
Gli ossienodonti (Oxyaenodonta) sono un gruppo di mammiferi estinti, probabilmente appartenenti al clade Ferae. Di attitudini carnivore, gli ossienodonti vissero tra il Paleocene medio e l'Eocene superiore (circa 62 - 35 milioni di anni fa) e i loro resti fossili sono stati ritrovati in Europa, Nordamerica e Asia.

## Descrizione
I membri di questo gruppo di mammiferi dovevano essere simili a felidi e martore, ma non erano strettamente imparentati con i membri dell'ordine Carnivora. Il corpo degli ossienodonti era solitamente allungato, con zampe piuttosto corte e una coda piuttosto lunga. La struttura del loro scheletro indica che erano principalmente carnivori terrestri non adatti alla corsa; la morfologia delle zampe di alcune specie suggerisce che fossero in grado di arrampicarsi sugli alberi. Il cranio era largo corto, soprattutto per quanto riguarda la regione facciale, e la mandibola era alta e massiccia. 
Le fauci degli ossienodonti erano dotati di molari taglienti, meno sviluppati nelle piccole forme del Paleocene che in quelle successive dell'Eocene. La superficie tagliente era formata dall'intera fila dei molari, soprattutto dal primo molare superiore e dal secondo molare inferiore. Negli ienodonti (forse imparentati con gli ossienodonti), l'importanza maggiore nell'azione tagliente era rivestita dal secondo molare superiore e dal terzo inferiore, mentre nei carnivori odierni i cosiddetti denti ferini sono il quarto premolare superiore e il primo molare inferiore. Negli ossienodonti, i molari situati dietro i denti ferini erano molto ridotti.
Le dimensioni degli ossienodonti variavano da specie a specie: le forme più antiche e arcaiche, come il paleocenico Tytthaena, erano grandi quanto un gatto, ma già alla fine del Paleocene esistevano forme gigantesche come Palaeonictis peloria, la cui sola mandibola superava i 20 centimetri di lunghezza. Nel corso dell'Eocene molti ossienodonti avevano la taglia di un lupo (come Oxyaena) o di un giaguaro (ad esempio Patriofelis) e il grande Sarkastodon poteva raggiungere i 3 metri di lunghezza, esclusa la coda.

## Classificazione
Gli ossienodonti erano originariamente raggruppati nel gruppo dei creodonti (Creodonta), insieme agli ienodonti (Hyaenodonta), simili a cani o a iene; erano considerati a livello di famiglia, con il nome di Oxyaenidae, dal nome del membro più noto del gruppo (Oxyaena). Nel 1971 Leigh van Valen propose però il termine Oxyaenodonta per gli ossienidi, in quanto secondo lo studioso l'ordine Creodonta non era monofiletico e gli ossienidi erano un gruppo a sé stante. A tutti gli effetti, ienodonti e ossienodonti non condividono molte sinapomorfie (caratteristiche derivate condivise) e, dopo gli studi di van Valen, anche altri studiosi hanno messo in dubbio la validità del taxon Creodonta. In ogni caso, sembra che sia gli ossienodonti che gli ienodonti facciano parte del clade Ferae, attualmente rappresentato dai carnivori veri e propri e dai pangolini (Pholidota).
Gli ossienodonti apparvero nel corso del Paleocene medio e si estinsero ben prima degli ienodonti, nell'Eocene superiore; gli ienodonti vissero fino alla fine del Miocene. I fossili di ossienodonti sono esclusivi di Eurasia e Nordamerica, mentre gli ienodonti sono ben noti anche in Africa. 
All'interno dell'ordine Oxyaenodonta è presente la sola famiglia Oxyaenidae, comprendente quattro sottofamiglie: la più arcaica è costituita dal solo genere Tytthaena, mentre via via più derivate sembrano essere gli Ambloctoninae e gli Oxyaeninae. La sottofamiglia Machaeroidinae, forse appartenente agli ossienodonti o agli ienodonti, comprende due generi (Machaeroides e Apataelurus) dotati di lunghi canini superiori, simili a quelli delle successive tigri dai denti a sciabola e dei nimravidi. 

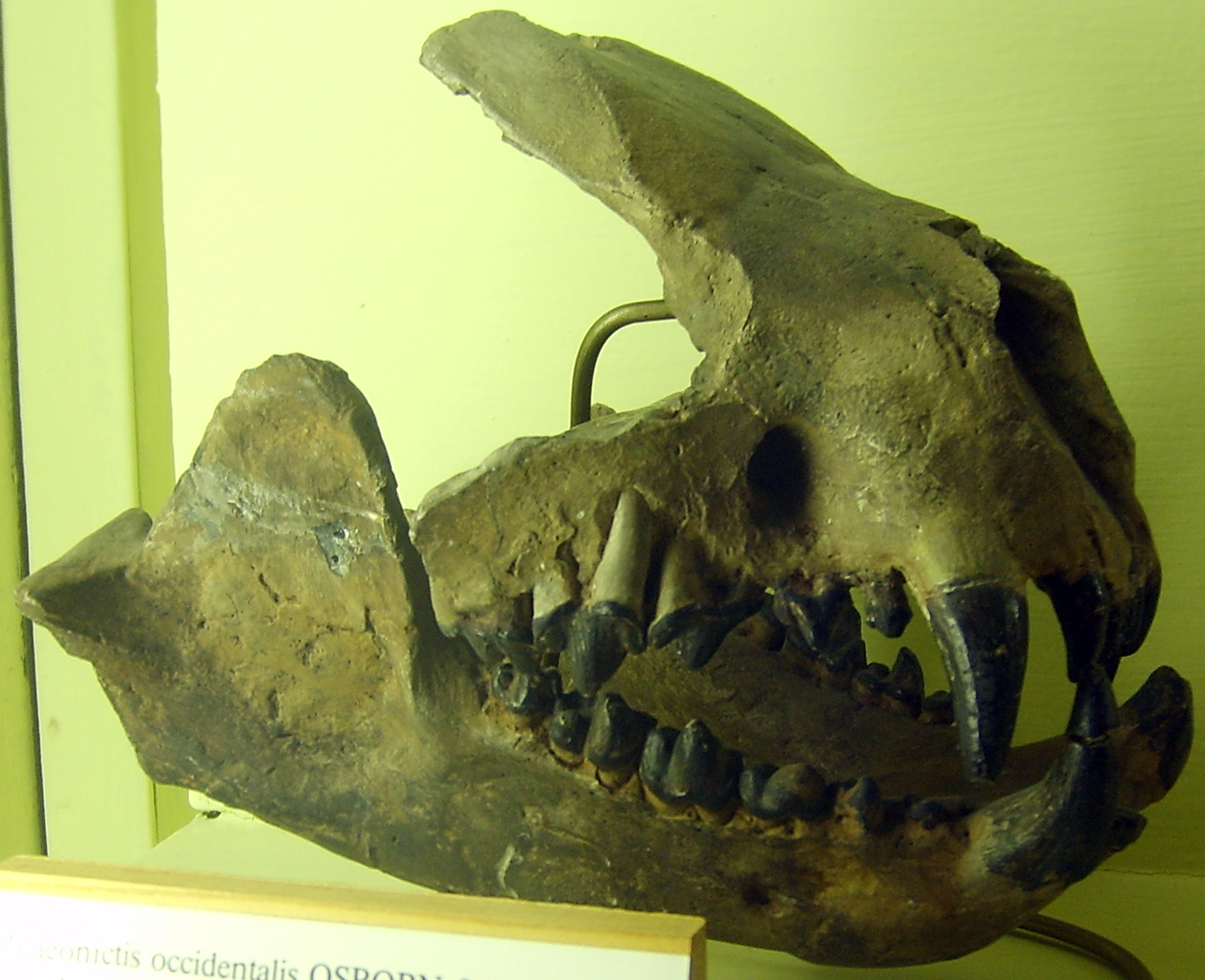
Cranio e mandibola di Palaeonictis

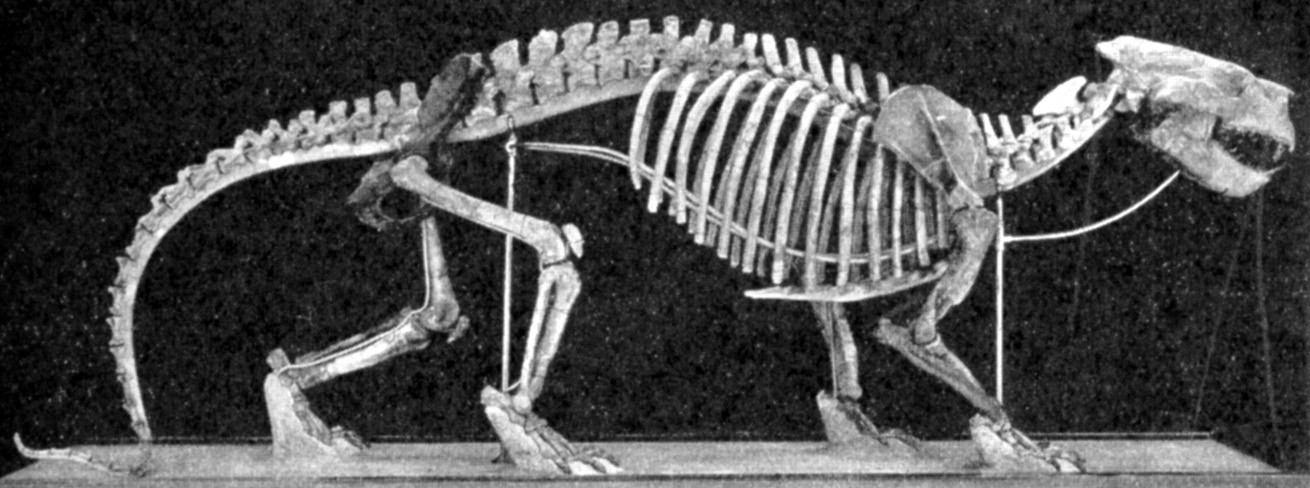
Scheletro di Patriofelis

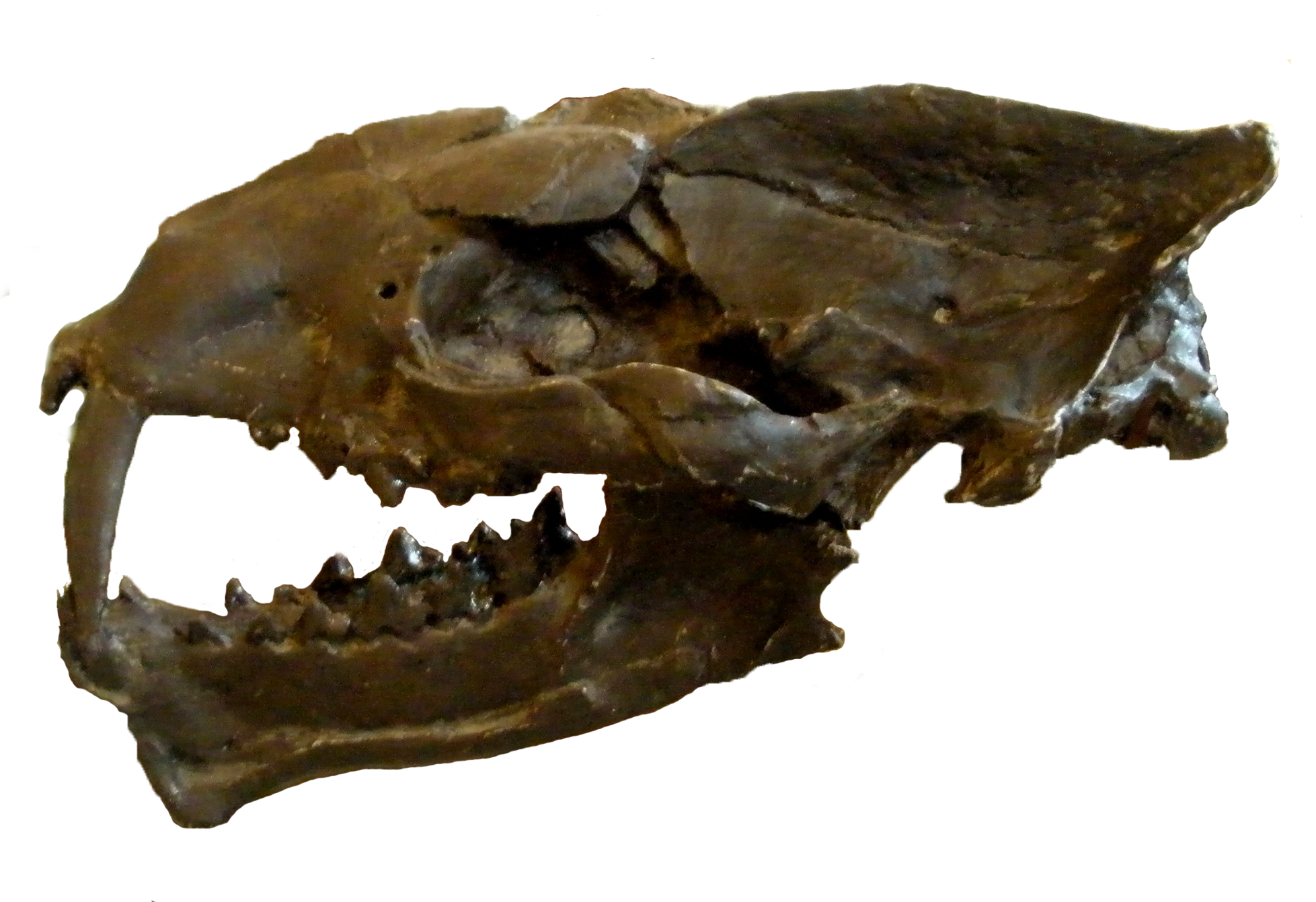
Cranio e mandibola di Machaeroides

### Tassonomia
- Ordine OXYAENODONTA
  - Famiglia Oxyaenidae
    - Sottofamiglia Ambloctoninae
      - Ambloctonus
      - Dipsalodon
      - Dormaalodon
      - Palaeonictis

    - Sottofamiglia Oxyaeninae
      - Dipsalidictis
      - Malfelis
      - Oxyaena
      - Patriofelis
      - Protopsalis
      - Sarkastodon

    - Sottofamiglia Tytthaeninae
      - Tytthaena

    - Sottofamiglia Machaeroidinae
      - Apataelurus
      - Machaeroides

## Paleoecologia
Probabilmente gli ossienodonti erano carnivori opportunisti, che si cibavano di mammiferi più piccoli, rettili, uccelli, insetti e uova. Sembra che Dipsalodon e Palaeonictis del Paleocene e dell'Eocene inferiore fossero dotati di fauci più forti e di denti più robusti rispetto a quelli degli altri ossienodonti, forse adatti a rompere ossa. È possibile che questi due ossienodonti fossero divoratori di carogne.